# Cyphopisthes dohertyi
Cyphopisthes dohertyi är en skalbaggsart som beskrevs av Renaud Maurice Adrien Paulian 1942. Cyphopisthes dohertyi ingår i släktet Cyphopisthes och familjen Hybosoridae. Inga underarter finns listade i Catalogue of Life.